# SWR計
SWR計（エスダブリューアールけい）は給電線等の伝送線路の定在波比を測定する測定器である。

## 概要
無線の送信設備において、電波を発射するのに、送信機、給電線（伝送線路）、アンテナの順に接続されている。非同調給電線による給電で効率的に電波を発射するには、送信機の出力インピーダンス、給電線の特性インピーダンスおよびアンテナのインピーダンスのすべてが同じ値である必要がある。すると、送信機から発射された電圧波と電流波は同位相でアンテナに伝わり（これを進行波という）、すべての高周波エネルギーはアンテナから輻射される。非同調給電線は進行波により給電する給電線である。
しかし実際には、特にアンテナのインピーダンスが理想通りの値にならないことがある。すると、給電線とアンテナとの接続部分（給電点という）で高周波エネルギーの反射が起こり、アンテナから送信機へと給電線上を戻って行く電圧波および電流波が現われる。これを反射波という。進行波と反射波とが同時に存在すると、給電線上に定在波が発生する。
定在波が発生するということは、送信電力の一部がアンテナで反射されて送信機へ戻ってくるということなので、アンテナから輻射される電力が減ってしまい、送信効率が低下する。同時に、送信機の終段素子（トランジスタや真空管）が反射電力により劣化したり破損したりする恐れがある。
SWR計は、送信設備が最良の効率で電波を発射できるようにするためや、送信機を壊さないようにするために重要な測定機器である。

## 通過型高周波電力計

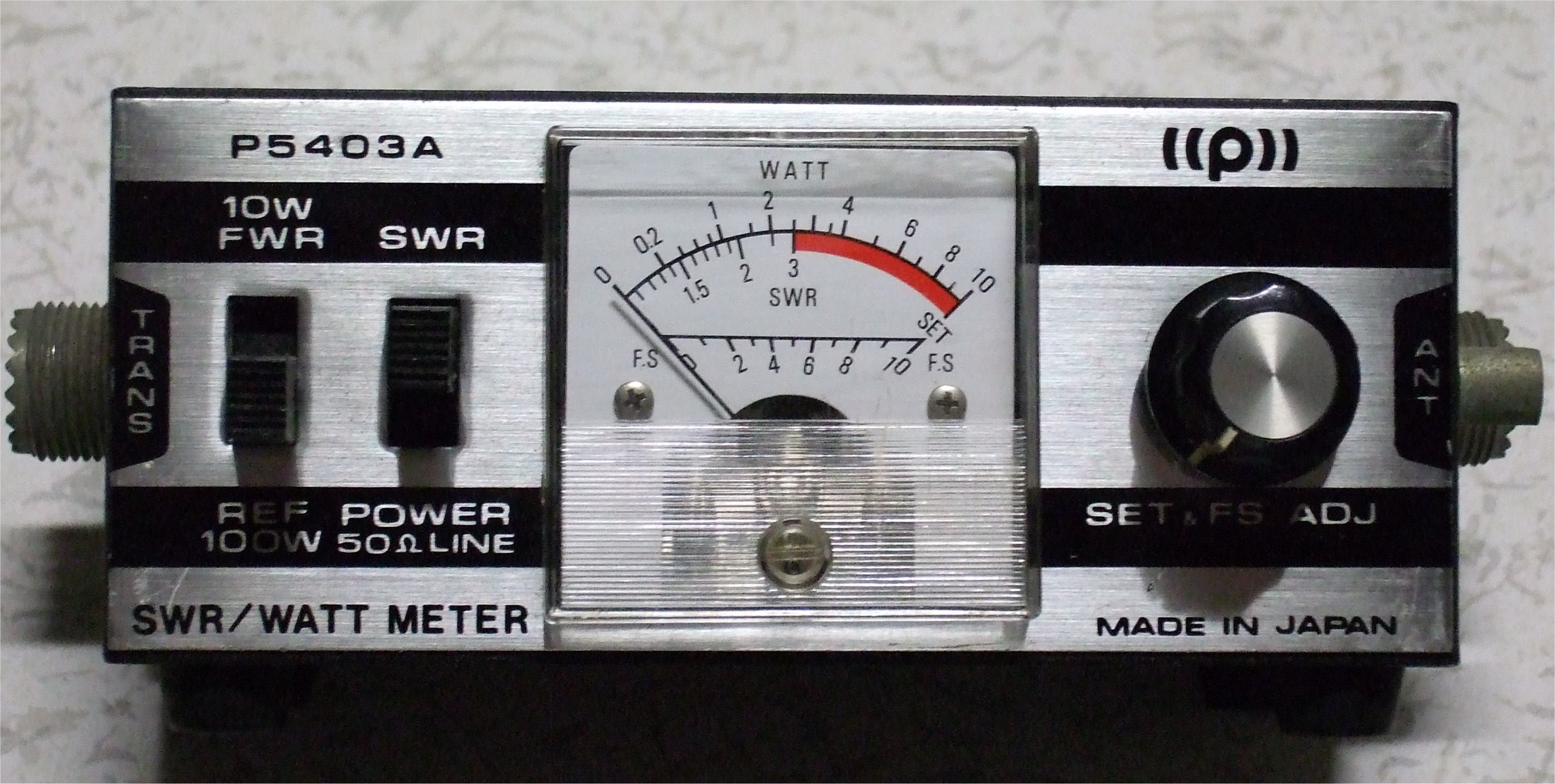
SWR計

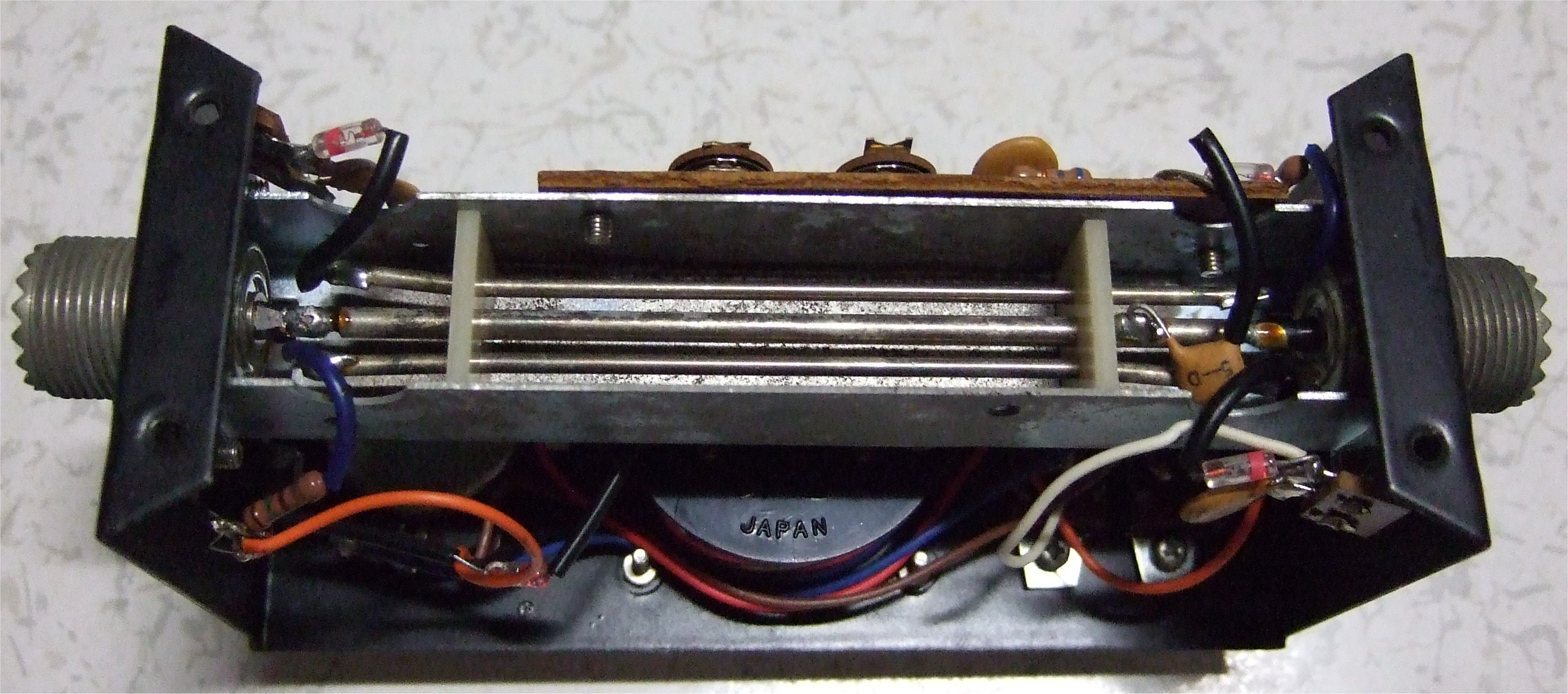
SWR計の内部構造。中心導体と 2 本のピックアップ線とが見える。

SWR計の回路

SWR計は通過型高周波電力計で、上図のような回路構成になっている。SWR計は給電線中に接続する。左側の TX と GND は送信機へ通じる給電線を接続し、右側の ANT と GND にはアンテナに通じる給電線を接続する。より正確な測定値を得るには、なるべくアンテナに近い位置に接続した方がよい。
中心導体（TX - ANT の線路）の上下に、それと平行に走る線路が配置されている。これはピックアップ線という。中心導体とピックアップ線とはCM結合により結合している。ピックアップ線の片端を抵抗器でグラウンドに接続すると、CM結合の働きにより、ピックアップ線に誘起する起電力は方向性を持つ。送信機から高周波電力を送り込むと、上側のピックアップ線は進行波に対して起電力を生じ、反射波に対しては起電力を生じない。下側のピックアップ線は反射波に対して起電力を生じ、進行波に対しては起電力を生じない。
FWD端子と GND端子との間に電圧計を接続すると進行電力（正確には電圧）を表示し、REV端子とGND端子との間に電圧計を接続すると反射電力（正確には電圧）を表示する。進行電圧と反射電圧との値が分かると、定在波比に示された式によりSWR（VSWR）が算出できる。
実際のSWR計では、利用者がいちいちこのような計算をしなくていいように、メーターの目盛りにSWRの値が刻まれている。